# Tony Lochiel
Tony Lochiel fue el bajista de The Exploited desde el año 1986 al 1987 y solo grabó un disco: Death Before Dishonour.

## Discografía
- Death Before Dishonour